# Wladimir Albertowitsch Popow

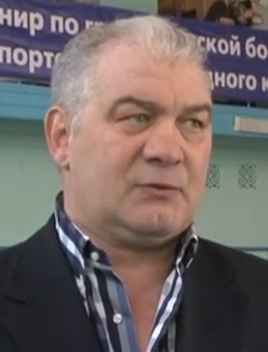
Wladimir Popow (April 2014)

Wladimir Albertowitsch Popow (russisch Владимир Альбертович Попов; * 8. Januar 1962 in Barnaul; † 2. August 2025) war ein sowjetischer Ringer, Weltmeister 1987 und Europameister 1987 und 1989 im griechisch-römischen Stil im Halbschwergewicht.

## Werdegang
Wladimir Popow begann als Jugendlicher 1977 mit dem Ringen. Nach ersten Erfolgen und dem Eintritt in die Sowjetarmee, in der er zum Offizier avancierte, wurde er zum Sportklub der Armee (SKA) Omsk delegiert. Wladimir konzentrierte sich auf den griechisch-römischen Stil. Ab 1982 zählte er schon zu den besten sowjetischen Ringern im Halbschwergewicht. Zu seinem ersten Einsatz bei einer internationalen Meisterschaft kam er aber erst 1987, nachdem sein bis dahin die Ringerszene im Halbschwergewicht in der Welt beherrschender Landsmann Igor Kanygin zurückgetreten war.
Bei der Europameisterschaft 1987 in Tampere hatte Popow einen sehr erfolgreichen Einstand, denn er wurde gleich Europameister. Und auch bei der Weltmeisterschaft im Herbst des Jahres 1987 in Clermont-Ferrand beherrschte er seine Konkurrenten – vor allem Atanas Komtschew aus Bulgarien, Harri Koskela aus Finnland und Sándor Major aus Ungarn – und wurde Weltmeister.
Bei der Europameisterschaft 1988 wurde nicht er, sondern Pawel Potapow eingesetzt. Dabei war Wladimir Popow aber wieder bei den Olympischen Spielen desselben Jahres in Seoul. Dort war er nicht mehr in der Superform des Jahres 1987, verlor gegen Atanas Komtschew und musste sich mit der Bronzemedaille begnügen.
Im Frühjahr des Jahres 1989 wurde Popow in Oulu zum zweiten Mal Europameister im Halbschwergewicht. Im Finale besiegte er dabei Maik Bullmann aus Frankfurt (Oder), der vor einer großen Karriere stand. Dies war seine letzte Teilnahme an einer internationalen Meisterschaft. In der Sowjetunion waren Popow in Pawel Potapow, Sergej Demiaschkewitsch und Wjatscheslaw Oleinik Konkurrenten entstanden, die er nicht mehr besiegen konnte und die ihm deshalb bei den folgenden internationalen Meisterschaften vorgezogen wurden.

## Internationale Erfolge
(OS = Olympische Spiele, WM = Weltmeisterschaft, EM = Europameisterschaft, GR = griech.-röm. Stil, Hs = Halbschwergewicht, damals bis 90 kg Körpergewicht)
- 1985, 1. Platz, Turnier in Västerås, GR, Hs, vor Toni Hannula, Finnland, Lajos Herczeg, Ungarn und Karl-Johan Gustavsson, Schweden
- 1986, 1. Platz, World Cup in Oak Lawns/USA, GR, Hs, vor Lajos Szegervari, Ungarn, Guillermo Cruz, Kuba und Michael Carolan, USA
- 1987, 1. Platz, EM in Tampere, GR, Hs, vor Atanas Komtschew, Bulgarien, Harri Koskela, Finnland, Olaf Koschnitzke, DDR, Jean-Francois Court, Frankreich und Ilie Matei, Rumänien
- 1987, 1. Platz, WM in Clermont-Ferrand, GR, Hs, vor Sándor Major, Ungarn, Atanas Komtschew, Harri Koskela, Ilie Matei und Yasutoshi Moriyama, Japan
- 1987, 1. Platz, FILA Grand Prix Gala in Budapest, GR, Hs, vor Atanas Komtschew, Guillermo Cruz, Harri Koskela und Sandor Major
- 1988, Bronzemedaille, OS in Seoul, GR, Hs, hinter Atanas Komtschew u. Harri Koskela u. vor Christer Gulldén, Schweden, Andreas Steinbach, BRD und Franz Pitschmann, Österreich
- 1988, 3. Platz, FILA Grand Prix Fala in Budapest, GR, Hs, hinter Peter Farkas und Sandor Major, beide Ungarn, und vor Atanas Komtschew
- 1989, 1. Platz, EM in Oulu, GR, Hs, vor Maik Bullmann, DDR, Andreas Steinbach, Peter Farkas, Radoslaw Turkot, Polen und Harri Koskela